# Tsirananaclia formosa
Tsirananaclia formosa là một loài bướm đêm thuộc phân họ Arctiinae, họ Erebidae.